# 星期六评论
《星期六评论》（Saturday Review），曾用名《星期六文学评论》（The Saturday Review of Literature）是1924年创刊的一份美国周刊杂志，1980年代休刊。诺曼·考辛斯1940年至1971年担任其主编。

## 历史

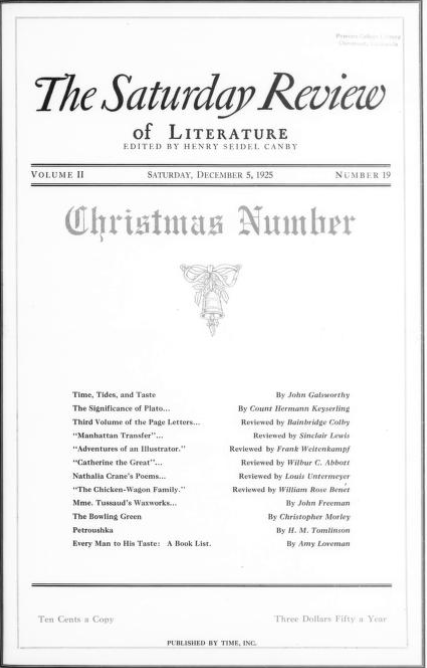
1925年12月5日刊封面

1920年到1924年，它是《紐約郵報》的周六增刊。1924年，亨利·赛德尔·坎比（Henry Seidel Canby）将其独立出版。伯纳德·德沃托是1936至1938年的主编。1952年，它改名《星期六评论》，1961年被麦考尔公司（McCall Corporation）收购。
《星期六评论》在诺曼·考辛斯的领导下成名，但在考辛斯辞职之后迅速衰落。几经转手之后，在1980年代休刊。之后虽然几度复刊，但时间都十分短暂。